# Verdienter Werktätiger des Post- und Fernmeldewesens der Deutschen Demokratischen Republik
Verdienter Werktätiger des Post- und Fernmeldewesens der Deutschen Demokratischen Republik war eine staatliche Auszeichnung  der Deutschen Demokratischen Republik (DDR), welche in Form eines Ehrentitels mit Urkunde und einer tragbaren Medaille verliehen wurde. 

## Beschreibung
Gestiftet wurde der Titel am 30. Januar 1975. Seine Verleihung erfolgte für hervorragende Leistungen bei der Lösung volkswirtschaftlicher Aufgaben des Post- und Fernmeldewesens, aber auch für Verdienste und Initiativen im Wettbewerb sowie für ausgezeichnete Leistungen auf wissenschaftlich-technischem Gebiet. Des Weiteren auch für Leistungen bei der Rationalisierung und Intensivierung und letztendlich auch für langjährige vorbildliche Einsatzbereitschaft in diesem Gebiet. Die Anzahl der Höchstverleihungen war pro Jahr auf nur 10 Ehrentitel begrenzt, ab 1986 wurde die Zahl der Ehrentitel dann auf 20 erhöht.

## Medaille zum Ehrentitel

### Aussehen
Die vergoldete Medaille mit einem Durchmesser von 30 mm zeigt auf ihren Avers einen Kreis bestehend je zur Hälfte aus einem obigen Lorbeerkranz und der unteren Hälfte aus der Umschrift: POST- UND FERNMELDEWESEN. Das Revers der Medaille zeigt das Staatswappen der DDR.

### Trageweise
Getragen wurde die Medaille auf der linken oberen Brustseite an einem 25 × 14 mm roten bezogenen Ordensband. Auf ihm sind zwei senkrechte gelbe Streifen von 3 mm Breite eingewebt, die 3 mm vom Saum entfernt sind.